# Östra Nottjärnen, Värmland
Östra Nottjärnen är en sjö i Filipstads kommun i Värmland och ingår i Göta älvs huvudavrinningsområde.